# Musaranya de muntanya de Smith
La musaranya de muntanya de Smith (Chodsigoa smithii) és una espècie de musaranya del gènere Chodsigoa. És endèmica de la Xina (províncies de Sichuan, Shaanxi, Chongqing i Hubei).